# Institut Max-Planck de chimie biophysique
L'Institut Max-Planck de chimie biophysique également connu sous le nom Institut Karl-Friedrich-Bonhoeffer (en allemand : Max-Planck-Institut für biophysikalische Chemie ou Karl-Friedrich-Bonhoeffer-Institut) est un institut de recherche extra-universitaire faisant partie de la Société Max-Planck pour le développement des sciences (MPG). Il a son siège à  Göttingen. Lors de sa création en 1971, l'institut était orienté vers la physico-chimie ; dans les années qui ont suivi, il a été élargi pour inclure des domaines de recherche orientés vers la neurobiologie, la biochimie et la biologie moléculaire.
L'Institut Max-Planck de médecine expérimentale et l'Institut Max Planck de chimie biophysique, ont fusionné le 1er janvier 2022 ; le nouvel institut a pour nom Max-Planck-Institut für Multidisziplinäre Naturwissenschaften (Institut Max-Planck de sciences multidisciplinaires).

## Histoire
L'Institut a été fondé en 1971 à l'initiative du prix Nobel Manfred Eigen, qui était à l'époque le directeur de l'Institut Max-Planck de chimie physique, par unification avec l'Institut Max-Planck de spectroscopie de Göttingen. L'Institut porte aussi le nom de Karl Friedrich Bonhoeffer. Quatre prix Nobel sont liés à l'institut :
- en 1967, Manfred Eigen (alors directeur de l'Institut Max-Planck de chimie physique) a reçu le Prix Nobel de chimie ;
- en 1991, Erwin Neher et Bert Sakmann ont reçu le Prix Nobel de physiologie ou médecine ;
- en 2014, Stefan Hell a reçu le prix Nobel de chimie pour le développement de la microscopie à fluorescence à haute résolution[2].

## Thèmes de recherche
L'institut étudie les mécanismes de base qui régulent et contrôlent les processus de la vie  : comment l'information génétique est traduite en protéines et comment les cellules nerveuses communiquent entre elles, comment le transfert d'énergie opère au niveau moléculaire, comment la logistique cellulaire est contrôlée ou comment les agrégats de protéines endommagent les cellules. L'institut se veut le noyau du développement de nouvelles méthodes de mesure et d'analyse améliorées.
En 2019, l'Institut compte environ 700 membres. La directrice exécutive est alors Marina Rodnina. Depuis la fusion avec l'Institut Max-Planck de médecine expérimentale, l'organisation est modifiée. La description ci-dessous a donc surtout un intérêt historique, même si la fusion ne signifie pas la suppression : ainsi, le nouvel institut a plus de 1000 membres, et plus de groupes de recherche.

## Départements et groupes de recherche

### Départements
En 2019, l'Institut comptait 12 départements :
- Patrick Cramer – Biologie moléculaire
- Gregor Eichele – Gènes et comportement
- Dirk Görlich – Logistique cellulaire
- Christian Griesinger – Biologie structurelle et imagerie par résonance magnétique
- Helmut Grubmüller – Biophysique théorique et computationnelle'
- Stefan W. Hell –  Nanobiophotonique
- Jochen Rink – Dynamique des tissus et régénération
- Marina Rodnina – Biochimie physique
- Melina Schuh – Méiose
- Holger Stark – Dynamique structurelle
- Alec M. Wodtke – Dynamique des surfaces
- Claus Ropers

### Groupes de recherche
L'institut possède un nombre important de 20 groupes de recherche indépendants.

### Groupes des chercheurs émérites
Les directeurs de l'Institut peuvent poursuivre leur recherche à l'Institut, après avoir atteint l'âge de la retraite, dans le cadre de ce qui est appelé Emeritiertengruppe (« groupes d'émérites ») : 
- Reinhard Jahn – Laboratoire de neurobiologie
- Thomas Jovin – Laboratoire de dynamique cellulaire
- Reinhard Lührmann – Biochimie des cellules
- Erwin Neher – Biophysique des membranes
- Jürgen Troe – Spectroscopie et cinétiique photochimique
- Herbert Jäckle – Biologie moléculaire du développement
- Stefan H. E. Kaufmann

### Résonance magnétique nucléaire biomédicale
Le groupe de recherche biomédicale en RMN a été fondé en 1993 en tant que centre de recherche indépendant intitulé Biomedizinische NMR Forschungs GmbH sous la direction de  Jens Frahm. L'objectif est de développer des techniques d'imagerie par résonance magnétique nucléaire (RMN) et de les appliquer à des investigations non invasives du système nerveux central des animaux et des humains. Une méthode appelée FLASH (Fast Low-Angle Shot) développée au milieu des années 1980 a permis une application plus large de l'IRM dans le diagnostic médical,.

## Coopérations
L'Institut Max-Planck de chimie biophysique coopère étroitement avec l'Université de Göttingen, également dans le cadre du Göttingen Campus (de). Cela se traduit par une participation active à l'enseignement et  par divers projets et instituts de recherche communs tels que le European Neuroscience Institute Göttingen, le pôle d'excellence Mikroskopie im Nanometerbereich und Molekularphysiologie des Gehirns (CNMPB) et le Réseau Bernstein.

## International Max Planck Research Schools(IMPRS)
Deux écoles internationales de recherche Max-Planck (IMPRS) ont été créées en 2000, en commun avec l'université de Göttingen, l'Institut Max-Planck de médecine expérimentale et le Centre allemand des primates : la IMPRS for Molecular Biology et la IMPRS for Neurosciences (avec la participation de l'Institut Max-Planck de dynamique et d'auto organisation et de l'ENI Göttingen).
Depuis 2008, une troisième école est la IMPRS for Physics of Biological and Complex Systems.